# Zink-Luft-Batterie

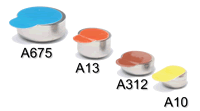
Zink-Luft-Batterietypen, die als Hörgerätebatterien Verwendung finden:
Blau (675), PR44, 11,56 mm × 5,33 mm
Orange (13), PR48, 7,80 mm × 5,35 mm
Braun (312), PR41, 7,80 mm × 3,45 mm
Gelb (10), PR70, 5,80 mm × 3,60 mm

Eine Zink-Luft-Batterie ist eine Primärzelle, d. h. elektrische Einweg-Zelle (umgangssprachlich meist einfach nur als „Batterie“ bezeichnet), deren Spannung von theoretisch maximal 1,60 V aufgrund einer Zink-Sauerstoff-Reaktion entsteht. Die praktisch erreichbare Ruhespannung liegt jedoch bei nur 1,35 bis 1,4 V, da die Sauerstoffreduktion an der Kathode stark gehemmt ist. Damit liegen Zink-Luft-Batterien im gleichen Spannungsbereich wie die nicht mehr hergestellten Quecksilberoxid-Zink-Batterien und haben diese bei der Anwendung in Hörgeräten (siehe auch Hörgerätebatterie) ersetzt. Die Zink-Luft-Batterie wurde vor allem aufgrund des Rohstoffmangels nach dem Zweiten Weltkrieg entwickelt. Heute bietet sie in der Bauform als Knopfzelle durch besonders hohe Energiedichte und eine annähernd waagerechte Entladungskurve die optimale Stromversorgung für analoge und digitale Hörgeräte. Auch wird sie in größerer Form für Elektrozaungeräte und als Laternenbatterie mit besonders hoher Kapazität hergestellt. Während des Zweiten Weltkriegs wurde sie als Flachbatterie gebaut.
Nachdem im Zuge der Brennstoffzellenentwicklung hochbelastbare Gasdiffusionselektroden in Folienform entstanden sind, wurden auch Zink-Luft-Akkumulatoren möglich.

## Entladung

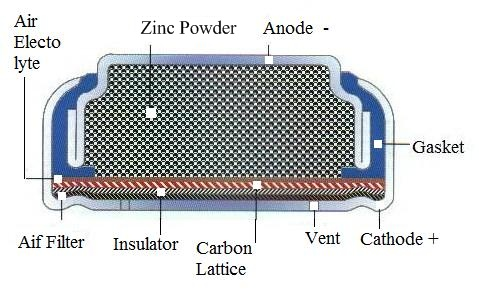
Schnittdarstellung

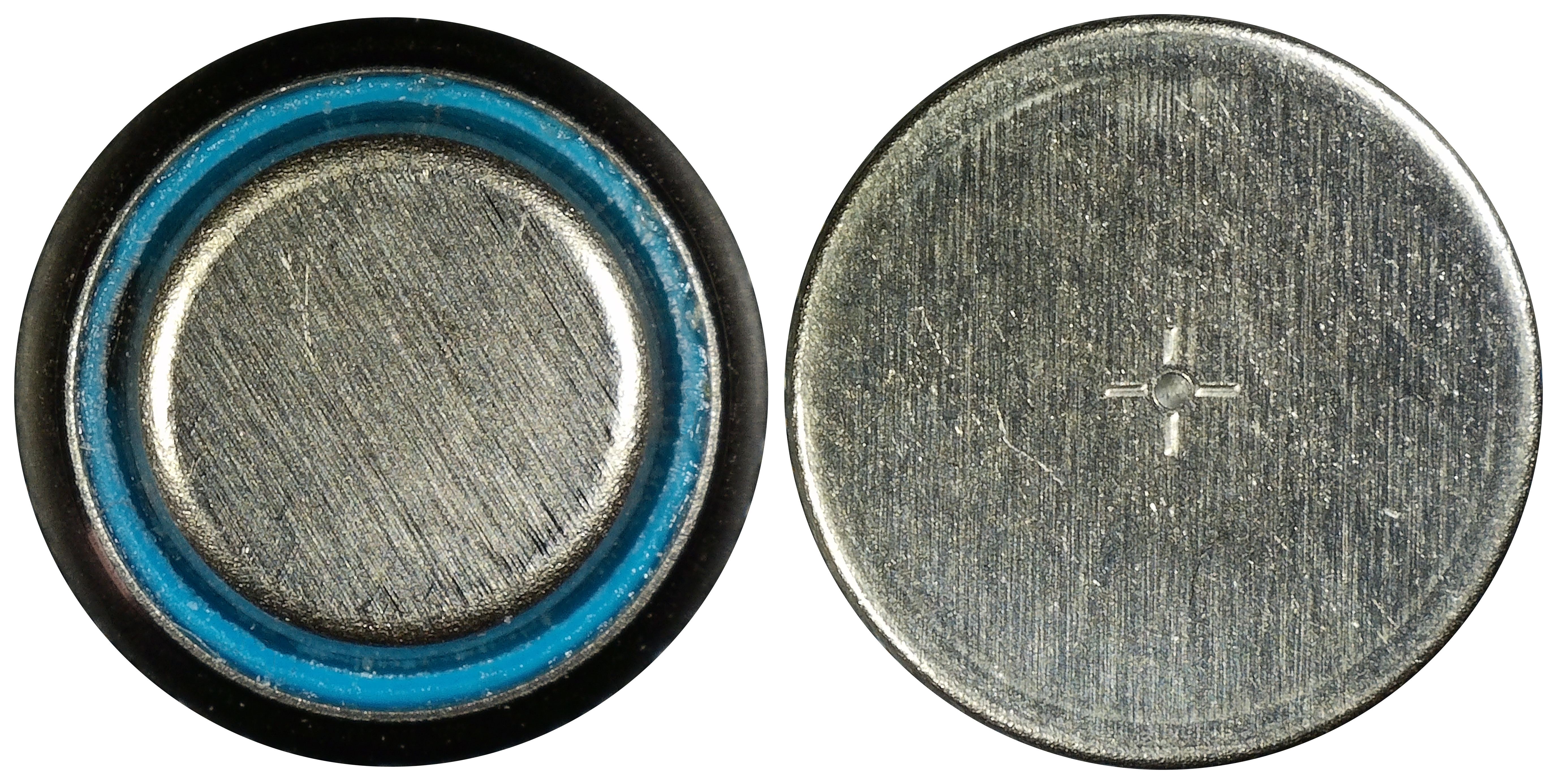
PR70 von beiden Seiten
Links zu sehen: Anode und Isolierung
Rechts zu sehen: Kathode und Eintrittsöffnung für den Luftsauerstoff

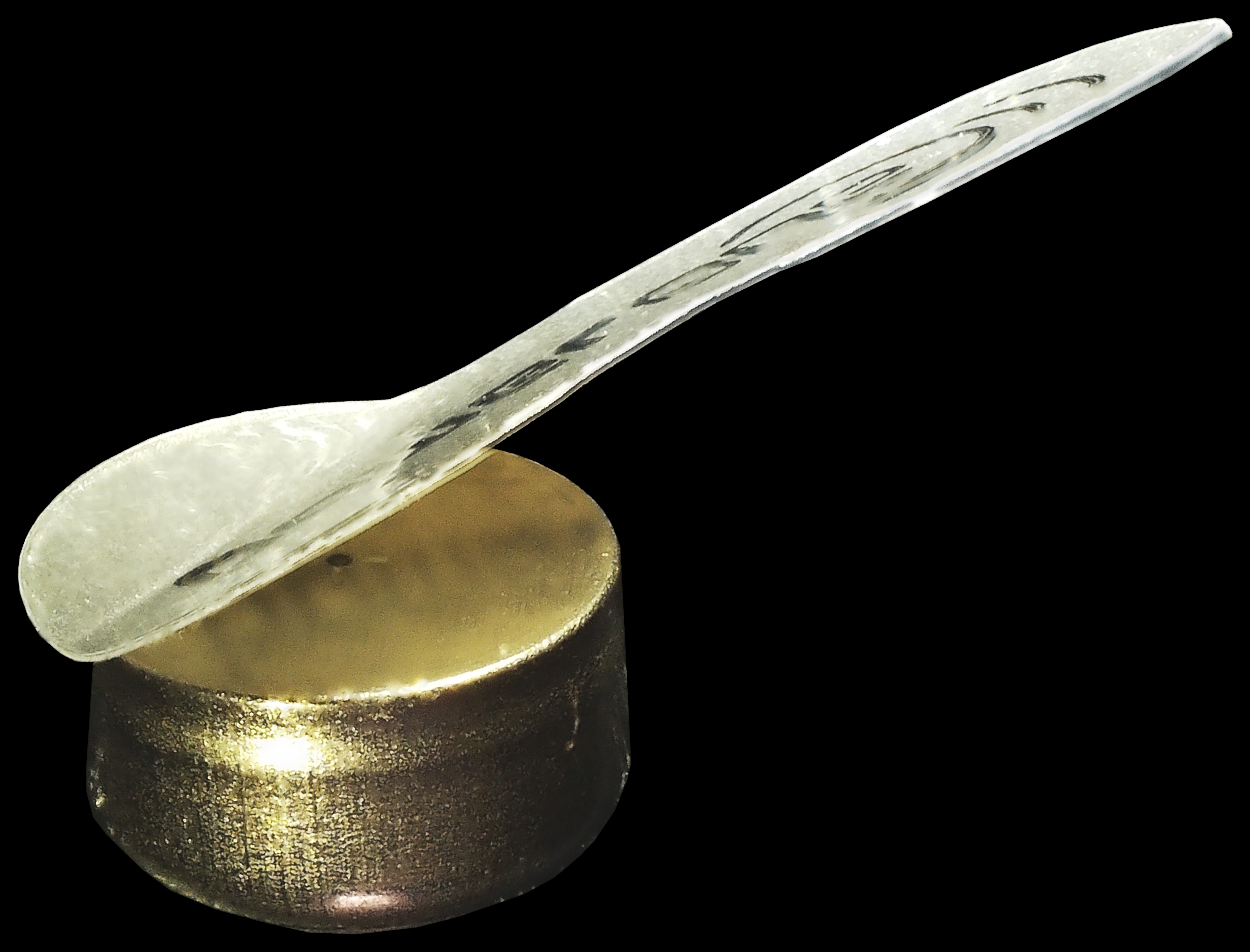
Entfernen der Versiegelungslasche für die Eintrittsöffnung des Luftsauerstoffs

Spannungsanstieg nach dem Entfernen der Versiegelungslasche

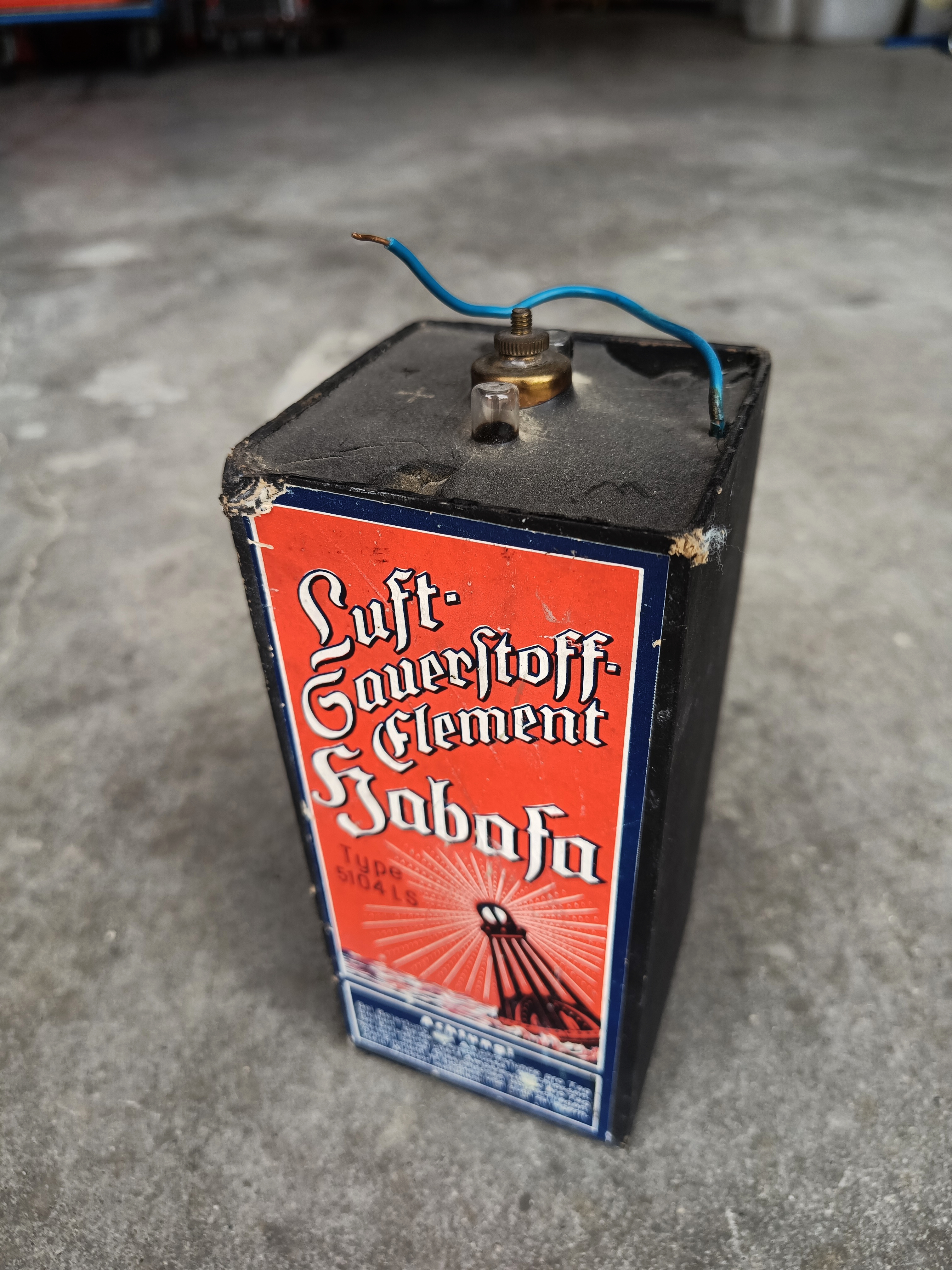
Historische Zink-Luft-Batterie, etwa Mitte des 20. Jahrhunderts

In der Zink-Luft-Batterie wird Zink mit Luftsauerstoff in einem alkalischen Elektrolyt zu Oxid oder Hydroxid oxidiert und die dabei freiwerdende Energie elektrochemisch genutzt. Es laufen die folgenden Reaktionen ab:
|                | Gleichung |
| -------------- | --- |
| Anode          | {\displaystyle \mathrm {2\ Zn+8\ OH^{-}\to 2\ Zn(OH)_{4}^{2-}+4\ e^{-}} \quad (\mathrm {E^{0}} =-1{,}199\,\mathrm {V} )} Oxidation / Elektronenabgabe |
| Elektrolyt     | {\displaystyle \mathrm {2\ Zn(OH)_{4}^{2-}\to 2\ ZnO+2\ H_{2}O+4\ OH^{-}} }                                                                           |
| Kathode        | {\displaystyle \mathrm {O_{2}+2\ H_{2}O+4\ e^{-}\to 4\ OH^{-}} \quad (\mathrm {E^{0}} =0{,}401\,\mathrm {V} )} Reduktion / Elektronenaufnahme         |
| Gesamtreaktion | {\displaystyle \mathrm {2\ Zn+O_{2}\to 2\ ZnO} \quad (\Delta U=1{,}6\,\mathrm {V} )} Redoxreaktion / Zellreaktion                                     |

Die Poren der Gasdiffusionselektrode müssen mit einem Elektrolyt benetzt sein, um eine große Reaktionsfläche für den Sauerstoffumsatz an der Dreiphasengrenze anzubieten. Das „Herzstück“ der Gasdiffusionselektrode ist eine etwa 1 mm dünne Aktivschicht, die ein leitendes Trägermaterial aus feinteiligem Kohlenstoff aufweist, auf das elektrolytseitig ein Katalysator zur Beschleunigung der Sauerstoffreduktion und Hydroxidoxidation aufgebracht wird.
Bei neuen Batterien ist die Eintrittsöffnung für den Luftsauerstoff meist mit einer Lasche versiegelt, so dass die Redoxreaktionen erst bei Entfernung dieses Siegels einsetzen. Daher zeichnen sich Zink-Luft-Batterien durch eine lange Lagerfähigkeit aus, müssen nach Entfernung des Siegels jedoch in der Regel innerhalb weniger Wochen aufgebraucht werden.

## Ladung
|                | Gleichung                                                                                              |
| -------------- | --- |
| Anode          | {\displaystyle \mathrm {4\ OH^{-}\to O_{2}+2\ H_{2}O+4e^{-}} } Oxidation / Elektronenabgabe            |
| Kathode        | {\displaystyle \mathrm {2\ ZnO+2\ H_{2}O+4\ e^{-}\to 2\ Zn+4\ OH^{-}} } Reduktion / Elektronenaufnahme |
| Gesamtreaktion | {\displaystyle \mathrm {2\ ZnO\to 2\ Zn+O_{2}} } Redoxreaktion / Zellreaktion                          |

Eine Wiederaufladbarkeit kann erreicht werden, wenn das umgesetzte Metall mechanisch ersetzt wird, womit eine Variante einer Brennstoffzelle mit festem Brennstoff vorliegt. Solche Systeme werden seit den 1970er Jahren auf ihre Eignung in Elektrofahrzeugen geprüft, haben sich bisher jedoch noch nicht bewähren können.
Eine elektrische Wiederaufladung wäre weniger aufwändig und damit benutzerfreundlicher. Ein Wiederaufladen der Zink-Elektrode ist in einem wässrigen alkalischen Elektrolyten möglich; dabei bilden sich aber Dendriten, die zu Kurzschlüssen führen. Außerdem muss eine bifunktionale, poröse Gasdiffusionselektrode verwendet werden. Bifunktional heißt, dass sie zur Reduktion des Luftsauerstoffs und zur Oxidation des Entladungsprodukts (OH−) an der Dreiphasengrenze Festelektrode – Flüssigelektrolyt – Gasraum fähig sein muss. Eine Forschungsanlage in Münster wurde ab 2022 getestet, die Versuchsanlage mit einer Kapazität von 7 kWh wäre ungefähr für ein Einfamilienhaus geeignet. Nach den Angaben von 2022 solle während des Testbetriebs bereits eine Kommerzialisierung ins Auge gefasst werden.

## Bauformen
Die zurzeit gängigsten Typen sind 13 (orange), 312 (braun) und 10 (gelb), welche besonders in Hörgeräten Verwendung finden.
| Nummer/ Type | Farb- Schema | IEC         | ANSI        | Renata | Varta | Duracell | Durchmesser × Höhe | Kapazität (Richtwert) | Span- nung |
| Nummer/ Type | Farb- Schema | (Zink-Luft) | (Zink-Luft) | Renata | Varta | Duracell | Durchmesser × Höhe | Kapazität (Richtwert) | Span- nung |
| ------------ | ------------ | ----------- | ----------- | ------ | ----- | -------- | ------------------ | --------------------- | ---------- |
| 675          | blau         | PR44        | 7003ZD      | ZA675  | V675A | DA675    | 11,56 mm × 5,33 mm | 600 mAh               | 1,4 V      |
| 13           | orange       | PR48        | 7000ZD      | ZA13   | V13A  | DA13     | 07,80 mm × 5,35 mm | 290 mAh               | 1,4 V      |
| 312          | braun        | PR41        | 7002ZD      | ZA312  | V312A | DA312    | 07,80 mm × 3,45 mm | 160 mAh               | 1,4 V      |
| 10           | gelb         | PR70        | 7005ZD      | ZA10   | V10A  | DA230    | 05,80 mm × 3,60 mm | 090 mAh               | 1,4 V      |
| 5            | rot          | PR63        | 7012ZD      | ZA5    |       |          | 05,80 mm × 2,16 mm | 035 mAh               | 1,4 V      |